# Hittnau
Hittnau és un municipi del cantó de Zúric (Suïssa), situat al districte de Pfäffikon.